# موسم العواصف الأوروبية 2022-2023
موسم الأعاصير الأوروبية 2022–2023 كان أكثر مواسم الأعاصير الأوروبية دمويةً وتكلفةً على الإطلاق، ويعزى ذلك أساسًا إلى تأثير إعصار دانيال في شمال ليبيا، والذي أصبح أكثر الأعاصير الشبيهة بالاستوائية في البحر المتوسط دمويةً وتكلفةً في التاريخ، كما يُعد أخطر نظام استوائي أو شبه استوائي في العالم منذ عام 2013.
شهد الموسم 2022–2023 الإصدار الثامن لتسمية الأعاصير الأوروبية في أوروبا. غطى الموسم فترةً من 1 سبتمبر إلى 31 أغسطس، باستثناء مجموعة شرق البحر المتوسط التي تأخر موسمها بشهر، حيث سُمي إعصار دانيال في 4 سبتمبر واستمر حتى 12 سبتمبر، بينما تشكل إعصار إلياس بعد أسبوعين وتداخل مع العاصفة الأولى من الموسم التالي الذي أطلقته اليونان.
كان هذا الموسم الرابع الذي تشارك فيه هولندا، إلى جانب المكتب الأرصاد الجوي في المملكة المتحدة وميت إيرين في جمهورية أيرلندا المجموعة الغربية. كما تعاونت وكالات الأرصاد الجوية في البرتغال وإسبانيا وفرنسا وبلجيكا للمرة السادسة، مع انضمام وكالة لوكسمبورغ المجموعة الجنوبية الغربية. وهو أيضًا الموسم الثاني الذي تقوم فيه اليونان وفلسطين وقبرص مجموعة شرق المتوسط، وإيطاليا وسلوفينيا وكرواتيا والجبل الأسود ومقدونيا الشمالية ومالطا مجموعة وسط المتوسط بتسمية العواصف التي تضر بمناطقهم.   

## الخلفية والتسمية
لا يوجد تعريف عالمي متفق عليه لما يشكل عاصفة رياح في أوروبا، كما لا يوجد نظام مقبول عالمياً لتسمية العواصف. على سبيل المثال، في المجموعة الغربية المكونة من المملكة المتحدة وأيرلندا وهولندا، يتم تسمية العاصفة إذا أصدرت إحدى الوكالات الأرصادية في تلك الدول تحذيراً برتقالياً في المملكة المتحدة، والذي يتطلب عادةً توقع وصول سرعات الرياح المستدامة على نطاق واسع إلى أكثر من 65 كم/ساعة، أو هبات رياح واسعة الانتشار تتجاوز 110 كم/ساعة. تختلف سرعات الرياح المطلوبة قليلاً حسب الوكالة والموسم. يتم أخذ احتمالية التأثير وشدة النظام المتوقعة في الاعتبار عند تسمية العاصفة.
تتبع المجموعة الجنوبية الغربية المكونة من إسبانيا والبرتغال وفرنسا نظام تسمية مشابه للعواصف، على الرغم من أن أسماءهم تختلف عن تلك المستخدمة من قبل المجموعة الغربية. في اليونان، تم وضع معايير لتسمية العواصف عندما تتجاوز سرعة الرياح المتوقعة 50 كم/ساعة فوق اليابسة، مع توقع أن يكون للرياح تأثير كبير على البنية التحتية. في الدنمارك، يجب أن تبلغ سرعة الرياح المتوسطة في العاصفة 90 كم/ساعة على الأقل (25 م/ث). تقوم الجامعة الحرة في برلين بتسمية جميع أنظمة الضغط المرتفع والمنخفض التي تؤثر على أوروبا، على الرغم من أنها لا تخصص أسماءً لأي عواصف فعلية.

### المجموعة الغربية (المملكة المتحدة، أيرلندا، هولندا)
في عام 2015، أعلنت كل من المكتب الأرصاد الجوية البريطاني (ميت أوفيس) وميت إيرين عن مشروع لتسمية العواصف كجزء من مبادرة "سَمّوا عواصفنا"، وطلبتا من الجمهور اقتراح أسماء. أصدرت هيئات الأرصاد قائمة كاملة بأسماء العواصف للفترة من 2015–2016 حتى 2017–2018، بالتعاون بين المملكة المتحدة وأيرلندا، مع انضمام هولندا اعتبارًا من عام 2019 فصاعدًا. تعتمد تسمية العواصف في المملكة المتحدة على خدمة التحذير من الطقس الشديد الوطني.

### المجموعة الجنوبية الغربية (فرنسا، إسبانيا، البرتغال، بلجيكا، لوكسمبورغ)
هذه هي السنة السادسة التي تقوم فيها وكالات الأرصاد الجوية في فرنسا وإسبانيا والبرتغال بتسمية العواصف التي تؤثر على مناطقها.
| الاسم | أرموند  | بياتريس  | كلاوديو | دينيس | إفراين | فين    | جيرار |
| الاسم | هانيلور | إسحاق    | جولييت  | كاميل | لاريسا | ماتيس  | نواه  |
| الاسم | أوسكار  | باتريسيا | رافائيل | سارة  | تياجو} | فاليري | وايد  |

### مجموعة جنوب شرق المتوسط (اليونان، فلسطين، قبرص)
تم اختيار الأسماء التالية لموسم 2022-2023 في اليونان وفلسطين وقبرص. 
| الاسم | أرييل  | باربرا | كليون (موجة حر) | دانيال  | إلياس | فيدرا  | غاي     | هيلينا |
| الاسم | يوناس  | ياسمين | كيروس           | ليهيسيس | موسى  | ناياس  | أورفياس | بينينا |
| الاسم | ريجينا | شموئيل | تاليا           | أورانوس | فيريد | زانثيا | يوناتان | زوي    |

### مجموعة وسط المتوسط (إيطاليا، سلوفينيا، كرواتيا، الجبل الأسود، مقدونيا الشمالية، مالطا)
تم اختيار الأسماء التالية لموسم 2022-2023 في هذه الدول.
| الاسم | آنا    | بوغدان | كليو  | دينو    | إيفا  | فوبوس | غايا |
| الاسم | هيليوس | إليانا | ليون  | مينيرفا | نينو  | أولغا | بيتر |
| الاسم | ريا    | سيلفان | تاليا | يوجو    | فيستا | زينون |      |

### المجموعة الشمالية (الدنمارك، النرويج، السويد)
لا تستخدم هذه المجموعة قائمة محددة مسبقاً للأسماء، بل تسمي العواصف فقط عندما لم يتم تسميتها من قبل أي خدمة أرصاد جوية أوروبية أخرى من المتوقع أن تؤثر على الدنمارك أو النرويج أو السويد.
| الاسم | أوتو | هانس |  |

### مجموعة وسط وجنوب أوروبا (ألمانيا، سويسرا، ليختنشتاين، النمسا)
تقوم الجامعة الحرة في برلين بتسمية العواصف بناءً على أنظمة الضغط المنخفض عبر القارة دون استخدام قائمة محددة مسبقاً.
| الاسم | بيتينا | إلكي | ماريون | فيلومينا | ريجينا | بولي |  |

### أعاصير الأطلسي المتحولة
إعصار أطلسي سابق من موسم 2022 تحول إلى عاصفة أوروبية واحتفظ باسمه الأصلي الذي أطلقته المركز الوطني للأعاصير في ميامي، فلوريدا.  

## العواصف

### الإعصار السابق دانييل
تحولت بقايا إعصار دانييل إلى إعصار خارج مداري أثر على البرتغال وأجزاء من غرب إسبانيا. كان سابقًا إعصارًا من الفئة الأولى تحول إلى إعصار بعد مداري في 8 سبتمبر شمال جزر الأزور. وتبدد قبالة ساحل البرتغال في 15 سبتمبر. ضربت أمواج عالية وأمطار غزيرة جزر الأزور. جلب الإعصار السابق دانييل أمطارًا غزيرة إلى البرتغال القارية أثناء تمايله قبالة سواحلها. بين 12 و13 سبتمبر، تم الإبلاغ عن 644 حادثًا في جميع أنحاء البلاد. بينما تم الإبلاغ عن العديد من الأشجار المتساقطة وفيضانات مفاجئة، لم تنتج أي وفيات عن الأمطار الغزيرة. في مانتيغاش، التي كانت تحت حالة الكارثة في ذلك الوقت، بعد حرائق غابات شديدة في المناطق المجاورة لسلسلة جبال سيرا دا إستريلا، تسببت الفيضانات والانهيارات الأرضية في أضرار جسيمة. تم جرف أربع مركبات إلى نهر زيزير. امتدت الأمطار الغزيرة إلى أقصى الشمال حتى براغا. سجلت كوفيليا
من الأمطار. تم الإبلاغ عن أضرار طفيفة بسبب الرياح والفيضانات في كل من لشبونة وسيوبال. وضعت معظم أنحاء إسبانيا
في حالة تأهب أصفر مع تحرك الرياح والأمطار والعواصف الرعدية التي أثارها الإعصار إلى الداخل.

### عاصفة بوغدان (يوتي)
تم تسمية عاصفة بوغدان من قبل الخدمة الأرصادية الإيطالية في 24 سبتمبر. أصدرت الخدمة الوطنية للأرصاد الجوية اليونانية تحذيرات طقسية لأجزاء من غرب اليونان وجزر في البحر الأيوني.

### عاصفة كليو
في 25 سبتمبر، تم تسمية عاصفة كليو من قبل معهد الهيدرولوجيا والأرصاد الجوية والزلازل في الجبل الأسود. جلبت العاصفة أمطاراً خفيفة وهبوب رياح معتدلة للبلاد، ومع ذلك، لم توثق مختبر العواصف الشديدة الأوروبي أي تقارير عن طقس شديد في الجبل الأسود من عاصفة كليو.

### عاصفة دينو
تم تسمية عاصفة دينو من قبل الخدمة الأرصادية الإيطالية في 30 سبتمبر 2022، حيث سجلت هبة رياح بقوة. ثم أثرت لاحقاً على اليونان وجلبت رياحاً تصل سرعتها إلى 85 كم
ساعة. تبعثرت العاصفة في 6 أكتوبر 2022.

## وصلات خارجية
- مركز العواصف البريطاني
- نظام التحذيرات الإسباني